# Выспа
Вы́спа (укр. Виспа) — село в Рогатинской городской общине Ивано-Франковского района Ивано-Франковской области Украины.
Население по переписи 2001 года составляло 262 человека. Занимает площадь 12,508 км². Почтовый индекс — 77010. Телефонный код — 03435.

## Персоналии
- Савчинский, Григорий (1804—1888) — церковный и общественный деятель, священник УГКЦ, писатель. Один из зачинателей стихотворной басни на Галичине.